# 渚ようこ
渚 ようこ（なぎさ ようこ、生年月日非公表 - 2018年9月28日）は、山形県西置賜郡白鷹町出身の女性歌手である。本名非公表。歌謡曲をテーマに、単独及び他ジャンルのアーティストとのコラボレーションまで多彩な音楽活動を繰り広げていた。レーベル「Sound・Of・Elegance」を主宰。

## 来歴

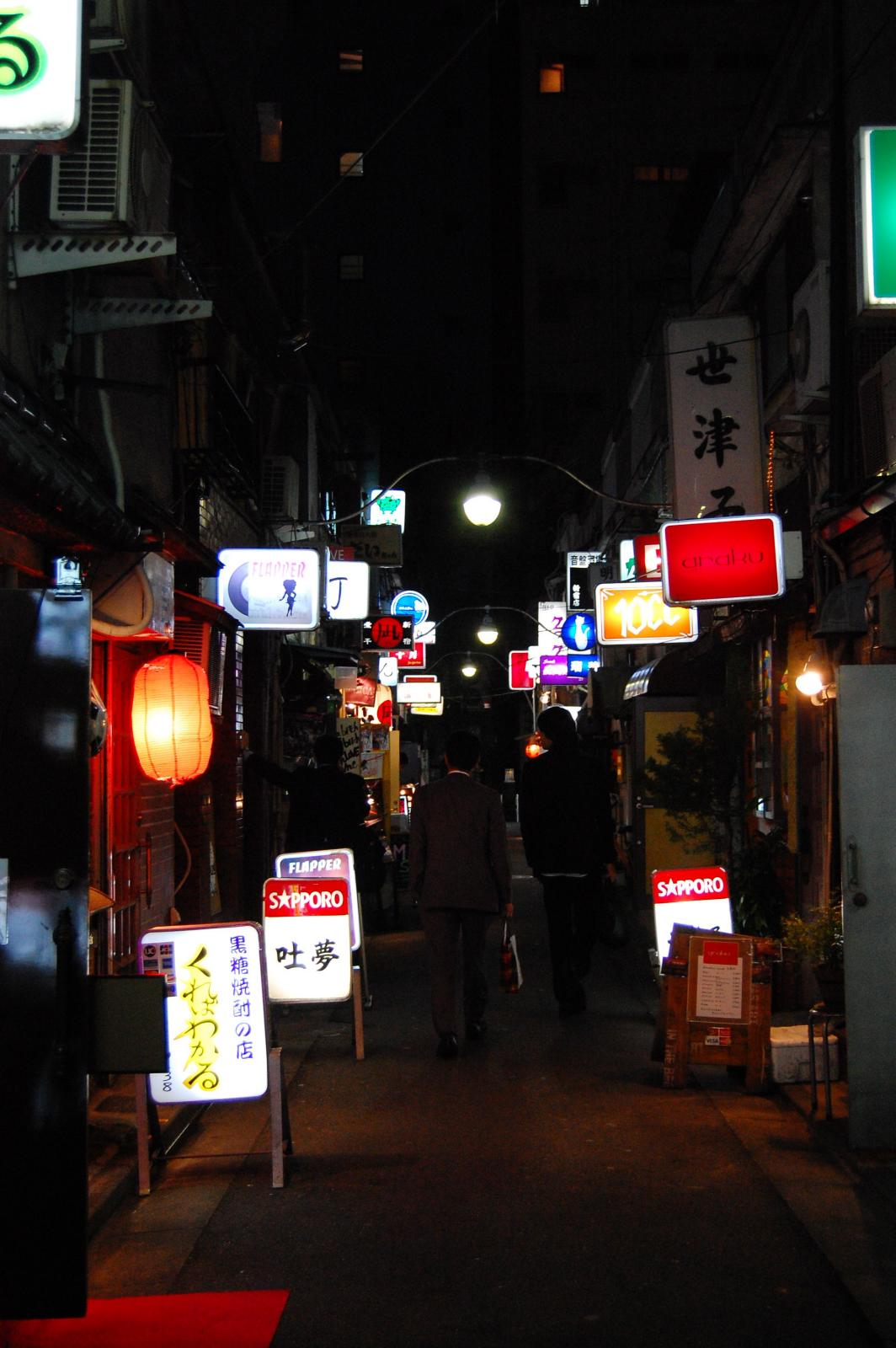
経営していた「汀」の看板（左上）。「汀」という字の右半分が視認できる（花園交番通りの公道上より撮影）

1994年、渋谷のDJバー“インクスティック”のイベント「自由に歩いて愛して」でライブデビュー。
1996年、コモエスタ八重樫（東京パノラママンボボーイズ）のユニット5thGARDENに参加。ザ・ヘアのあいさとうによるプロデュース作品『アルバム第一集』でアルファレコード傘下のSexcite Recordsからデビュー。
1997年末に名義を「汀ようこ」に改名するが、のちに元に戻している。
2002年、クレイジーケンバンドの横山剣プロデュース『Yoko Elegance　渚ようこの華麗なる世界』で脚光を浴びる。
2003年、新宿ゴールデン街に自身の店“汀（なぎさ）”をオープン。
2004年、敬愛する阿久悠の作品を集めた『渚ようこ meets 阿久悠 ふるえて眠る子守歌』を発表。
2006年、前作同様、阿久悠の作品を集めた『Hey You!』を発表。4月公開の映画『ヨコハマメリー』の主題歌「伊勢佐木町ブルース」を担当する。12月、半田健人とのデュエットシングル「かっこいいブーガルー」をリリース。
2007年、映画『幽閉者 テロリスト』（監督：足立正生）に出演。
2008年、パラダイス山元初監督映画『盆栽少女』に“近所のおばさん”役で出演。神保町花月、渋谷ヨシモト∞ホール、ルミネtheよしもとで公開された。同年10月4日、デビュー時からの夢であった“歌謡曲の殿堂”新宿コマ劇場にて「歌謡曲と新宿に捧げる破れかぶれのオマージュ!新宿ゲバゲバリサイタル」を盛大に行ない、「聖地」の閉館に花を飾った。
2009年、宇野亜喜良が構成・美術を手がけた寺山修司：作『星の王子さま Le Petit Prince』の舞台に“渚の星”として出演。同年7月、寺山修司：作『上海異人娼館 ～チャイナ・ドール～』の舞台にオリジナル挿入歌「母の詩」で参加した。
2010年、写真家森山大道による初の写真集『NAGISA』を発表。写真集発売記念のリサイタルが行なわれ、銀座のBLD GALLERYでは写真展が開催された。9月、Twitterを始める。
2011年、漫画家上村一夫の生誕70年企画原画展『渚の部屋』が神楽坂のartdishで開催された。4月、東日本大震災 復興支援チャリティーコンサート～黄金の歌謡曲～ を弘田三枝子、ギャランティーク和恵らとともに行なった。12月、内田春菊とユニット“姫qiqi姫”を結成し、ライブを行なった。
2012年、根本敬と湯浅学のラジオ番組『新・ドントパスミーバイ 明日への願い』のアシスタントに就任。
2013年、2008年に新宿コマ劇場で行われた「新宿ゲバゲバリサイタル」が映像化され、DVD作品としてリリースされた。
2018年、9月24日の『クレイジーケンバンドデビュー20周年アニバーサリーライブ』に出演後、9月28日午前10時40分、都内の病院で心不全のため急死。

## ディスコグラフィー

### アルバム
1. アルバム第一集（1996年2月28日）-ミニ・アルバム
2. 涙の太陽／アルバム第二集（1996年6月19日）-ミニ・アルバム
3. ベスト・ヒッツ12（1997年11月21日）-ベスト・アルバム
4. アダムとイブのように（2000年9月15日）-ミニ・アルバム
5. 新宿マドモアゼル　渚ようこリサイタル（2001年11月20日）-ライブ・アルバム
6. Yoko Elegance　渚ようこの華麗なる世界（2002年8月7日）-ミニ・アルバム
7. ギーナサドンバ・リサイタル（2003年4月23日）-ライブアルバム
8. ライヴ（2003年4月23日）-ライブ・アルバム、渚ようこ&ザ・ヤング名義
9. 渚ようこ meets 阿久悠 ふるえて眠る子守歌（2004年10月20日）-ミニ・アルバム
10. あなたにあげる歌謡曲 其の一（2005年8月6日）-ライブ・アルバム
11. Hey You!（2006年3月22日）
12. novella d’amore（2007年8月27日）-初オリジナル・フルアルバム
13. 魅力のすべて ～BEST 1996‐2008～（2008年7月23日）-ベスト・アルバム
14. あなたにあげる歌謡曲 ～NAGISA篇～（2010年10月6日）-ライブ・アルバム、Sound・Of・Elegance名義
15. ゴールデン歌謡・第1集　さすらいのギター（2012年1月11日）-Sound・Of・Elegance名義
16. ゴールデン歌謡・第2集　エロスの朝（2013年2月6日）-Sound・Of・Elegance名義
17. 渚ストラット（2016年9月14日）-Sound・Of・Elegance名義

### シングル
1. 涙の太陽／トゥインキー・リー（1996年8月21日）
2. 愛の逃亡者（2003年4月23日）
3. 木遣りくずし （2003年9月11日）
4. 伊勢佐木町ブルース（2005年）-　映画「ヨコハマメリー」主題歌
5. かっこいいブーガルー（2006年12月20日）-　渚ようこ×半田健人名義
6. 荒野のブルース 残侠篇（2012年6月30日）-　Sound・Of・Elegance & ExT Recordings名義
7. モナムール東京／世界の終わり（2018年）

### DVD
1. ゴールデンリサイタル （2006年6月21日）
2. 実録・新宿ゲバゲバリサイタル~渚ようこ 新宿コマ劇場公演~ （2013年11月20日）

### 関連作品

#### CD
- 5thGARDEN「LOVE ROCK」（1995年6月12日）
- ザ・ヘア「恋のサイケデリック」（1995年11月22日：「プレイガールのテーマ」に参加）
- V.A.「GO! CINEMANIA REEL 4 ～カバー・ロックス」（1995年12月21日：渚ようこ with クライマックス名義　石川セリのカバー「八月の濡れた砂」収録）
- ザ・ヘア「ヴィーナスの丘」（1996年9月19日：「いつも二人で」にボーカルで参加)
- 5thGARDEN「PANORAMAICA」（1997年11月21日：フォーリーブスのカバー「地球はひとつ」に参加）
- 弘田三枝子「東京27時」（1999年5月21日：「子供ぢゃないの yeyemix」に参加）
- ザ・ヘア「R&B天国」（1999年10月15日：B.S.&T.「スピニング・ホイール」ゾンビーズ「二人のシーズン」サム&デイヴ「ホールド・オン」に参加）
- エロチック・トロワ「エロチック・トロワ DE アン!ドゥ!トロワ!」（2001年 おしゃべりCD）
- 渚ようこ×ヘア「アダムとイヴ」12inch（2001年6月23日）
- クレイジーケンバンド「肉体関係」（2001年6月25日：「かっこいいブーガルー」にデュエットで参加）
- クレイジーケンバンド「せぷてんばぁ」（2001年9月10日：「夜のエアポケット」にスキャットで参加）
- ザ・ハプニングス・フォー「トーキョー・ブーガルー／恋人よ」（2002年3月10日）
- クレイジーケンバンド「まっぴらロック」（2002年5月22日：コーラスで参加）
- クレイジーケンバンド「グランツーリズモ」（2002年8月7日：「薄幸!深夜妻」にデュエットで参加）
- 林有三&サロン'68「映画のような人生」（2002年8月25日：トワ・エ・モワのカバー「空よ」に参加）
- ソワレ「シャンソンチック・ソワレ」（2002年9月30日）
- 渚ようこ+ジャスティン・サイモン「KAYOKO NONSENSE」（2003年 MESH‐KEY RECORDS）
- クレイジーケンバンド「甘い日々」（2003年2月19日：ナレーション）
- V.A.「昭和レジデンス青盤」（2003年3月10日：「木遣りくずし」「旅立つ朝」「気まぐれ列車」収録）
- 和田アキ子トリビュート・アルバム「あの鐘を鳴らすのはアタシ」（2003年7月9日：　「古い日記」で参加）
- ザ・ヤング「ヤング・ソウルの新しい世界」（2003年9月25日）
- V.A.「傷だらけの天使remix」（2003年12月10日：「傷だらけの天使 歌舞伎町 男と女MIX」に参加）
- V.A.「レッツゴー!GSカヴァーズ」（2004年1月21日」：「あなたが欲しい」収録）
- ザ・ハプニングス・フォー「ハプニング・ア・ゴーゴー」（2005年1月22日：「カムイコタン」「恋人よ」に参加）
- V.A.「歌謡今昔物語」（2005年4月20日：「ニュー・トーキョー」収録）
- V.A.「昭和元禄now!第1集」（2005年12月10日：渚ようこ&ザ・ハプニングス・フォー「ベサメムーチョ」収録）
- V.A.「続・人間 万葉歌 阿久悠作詞集」（2008年9月27日：八代亜紀のカバー「舟唄」収録）
- 「新宿・盛り場・これくしょん＜MIDNIGHT SHINJUKU＞」（2009年3月4日　DISC1［汀］編の監修・選曲）
- シベールの日曜日「Sundays&CybeleII」（2010年10月6日：Label Producer　Sound・Of・Elegance）
- V.A.「ミッドナイト+1」（2011年11月2日）
- 姫qiqi姫 渚ようこ+内田春菊（2011年12月16日：CD-R）
- 渋さ知らズ「渋彩歌謡大全」（2012年11月7日：「恋は夢いろ」収録）

#### その他（書籍等）
- 映画「ずべ公同級生」（2004年：18分 “ライブハウスの歌手”役 友情出演）
- 若松孝二初期傑作選DVD‐BOX1（2005年10月22日：「新宿マッド」のエッセイを収録　解説リーフレット）
- 映画「実録・連合赤軍 あさま山荘への道程」（2008年3月15日　劇中歌／渚ようこ「ここは静かな最前線」　◎七月・新宿・某酒場の場面）
- 森山大道論（2008年5月20日　エッセイを収録書籍） ISBN 978-4473035165
- 森山大道 写真集「NAGISA」（2010年4月16日） ISBN 978-4904883303
- 根本敬・湯浅学「ドントパスミーバイ」（2011年6月24日　書籍） ISBN 978-4309909097
- 筒美京平の世界（2011年11月18日　コラムを収録　書籍） ISBN 978-4906700004
- 三田完「黄金街」（2012年4月17日　短編集　書籍） ISBN 978-4062176316
- 森山大道 写真集「カラー」（2012年4月　渚ようこ掲載ページあり☆） ISBN 978-4901477949

## ラジオ
- 渚ようこのシャラリラワールド（栃木放送） - 2006年10月～2010年3月（気まぐれ出演）